# مسعود کیمیایی
مسعود کیمیایی (زادهٔ ۷ مرداد ۱۳۲۰) فیلم‌ساز و نویسندهٔ ایرانی است. او یکی از فیلم‌سازان برجستهٔ ایران و از سینماگرانِ موج نوی سینمای ایران به‌شمار می‌رود. او را کارگردانی مؤلف و تأثیرگذار دانسته‌اند که در شکل‌گیری اقتصاد سینما در ایران نقشی مهم داشته است. کیمیایی همچنین معروف به «استاد قهرمان‌سازی» در سینمای ایران است. او با ساخت فیلم قیصر (۱۳۴۸) دو قطب هنری و تجاری سینما را پیوند داد و، همراه چند فیلم‌ساز دیگر، آغازگر دوره‌ای بود که موج نو در سینمای ایران شناخته شد. اغلب آثار کیمیایی در ژانر اجتماعی-سیاسی است. او علاوه بر فعالیت‌های سینمایی، نوشتن رمان و شعر را نیز تجربه کرده است.
کیمیایی فیلم‌سازی را با برادران اخوان شروع کرد و با استودیوهای آریانا فیلم برای فیلم قیصر و سازمان سینمایی پیام برای فیلم رضا موتوری (۱۳۴۹) کارش را ادامه داد. سه فیلم بلوچ، خاک و گوزنها را برای مهدی میثاقیه، تهیه‌کننده ایرانی، ساخت و فیلم روشنفکرانه‌اش غزل (۱۳۵۵) را هم برای تل فیلم ساخت و داش آکل (۱۳۵۰) را برای برادران رشیدیان.
کیمیایی در سال ۱۹۹۱ برای فیلم دندان مار نامزد جایزه خرس طلایی جشنواره فیلم برلین شد و جایزه ویژه هیئت داوران جشنواره فیلم برلین نیز به او رسید. همچنین در سال ۱۳۸۹ از جشنواره فیلم فجر برای فیلم جرم سیمرغ بلورین بهترین فیلم گرفت. در یک نظرسنجی که برای گزینش بهترین فیلم سینمای پیش از انقلاب ۱۳۵۷ ایران با رأی ۲۷ تن منتقد و نویسنده اجرا شد، گوزنها با ۲۰ رأی بهترین فیلم سینمای پیش از انقلاب ایران شناخته شد. در رأی‌گیری دیگری از ۵۵ منتقد سینمایی ایرانی در سال ۱۳۸۱ نیز، فیلمِ گوزنها با ۱۷ رأی همراهِ باشو، غریبه‌ی کوچک کارِ بهرام بیضایی بهترین فیلم تاریخ سینمای ایران شناخته شد.

## زندگی
مسعود کیمیایی ۷ مرداد ۱۳۲۰ در خیابان چراغ‌برق یا چراغ‌گاز در کوچهٔ سراج‌الملک زاده شد. خانواده کیمیایی هنگامی که او سه سال داشت به خانه‌ای در کوچه سید ابراهیم در خیابان ری تهران نقل مکان کردند. پس از آن به ترتیب در کوچه دردار، آصف‌الدوله، سقاباشی، خیابان عین‌الدوله (خیابان ایران) و سرانجام در خیابان بهار ساکن شد. او دو خواهر و یک برادر دارد. از دبیرستان بدر، دیپلم متوسطه گرفت. پس از دبیرستان کم‌کم وارد محافل روشنفکری شد و همراه چند تن از دوستان علاقه‌مند، انتشارات «طُرفه» را بنیاد نهاد. از همان دوره به موسیقی هم علاقه‌مند شد و چند ساز مانند پیانو و گیتار را در حد غیرحرفه‌ای می‌نوازد. اما از هر چیز بیشتر به سینما علاقه داشت.
او تاکنون سه بار ازدواج کرده است. پس از طلاق از همسر اولش که دختری به نام «گیلدا» از او دارد، با گیتی پاشایی (۱۳۷۴–۱۳۴۸) ازدواج کرد که حاصل آن پولاد کیمیایی بود و پس از آن با گوگوش، (۱۳۸۲–۱۳۷۶) ازدواج کرد.
بهروز وثوقی، فرامرز قریبیان، نعمت حقیقی، اسفندیار منفردزاده و محمد تراب‌نیا چهره‌های اثرگذار بر روی آثار و فعالیت مسعود کیمیایی بودند.

## کارنامه و فعالیت
مسعود کیمیایی فعالیت سینمایی را در سال ۱۳۴۵ با دستیاری ساموئل خاچیکیان در فیلم خداحافظ تهران آغاز کرد. کیمیایی تحصیلات کارگردانی ندارد و تمام آموخته‌های تکنیکی او از سینما به حضور در گروه دستیاران فیلم قهرمانان به کارگردانی ژان نگولسکو و دستیاری ساموئل خاچیکیان در فیلم خداحافظ تهران محدود می‌شود. او همچنین در پشت صحنهٔ نمایشی از بهرام بیضایی نیز کار کرده بود.
نخستین فیلمش، بیگانه بیا، را در سال ۱۳۴۷ و با تِم جوان هوس‌باز و دختر فریب‌خورده در خانواده‌ای مرفه ساخت، که از ساختار مستحکمی برخوردار نبود و اقبال چندانی نیز نیافت. یک سال بعد قیصر وضع را تغییر می‌دهد. قیصر گرچه در نمایش اول خود در میان عامه مردم پسندیده نشد، اما در اکران دوم در فروش رکورد شکست. قیصر به یک نماد تبدیل، و داستانش هم به یک ژانر انتقام شخصی تبدیل شد.

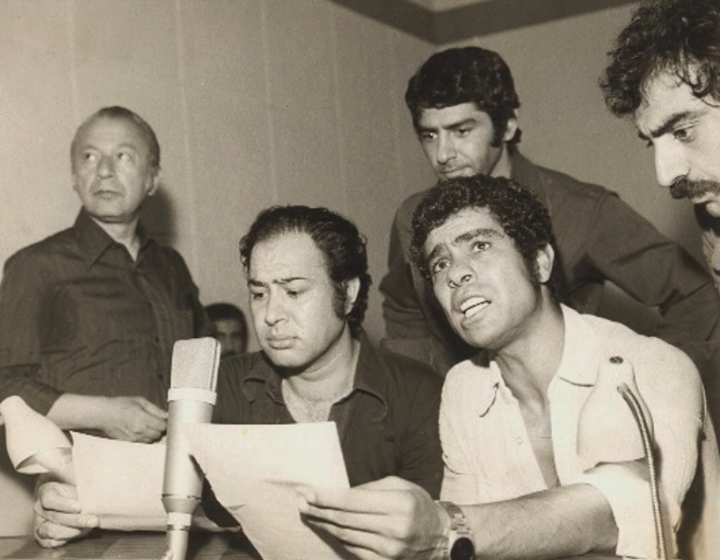
مسعود کیمیایی به همراه بهروز وثوقی، فرامرز قریبیان، علی کسمایی و حسین عرفانی در هنگام صداگذاری فیلم گوزنها.

اتفاقی که تا آن زمان در سینمای ایران کمتر رخ داده بود، اما کیمیایی با استفاده از فرمول‌های آشنای فیلم‌فارسی فیلمی غیرعادی ساخت که هم مخاطب را جذب کرد و هم به منتقدان نوید یک سینمای نوین داد. بدینسان، قهرمان فیلم با بازی بهروز وثوقی به مردم معرفی می‌شود که ریشه در تاریخ و جغرافیای ایران دارد و مبلّغِ نوعی انتقام فردی است که به مذاق ایرانیان ناموس پرست آن سال‌ها خوشایند می‌نماید.

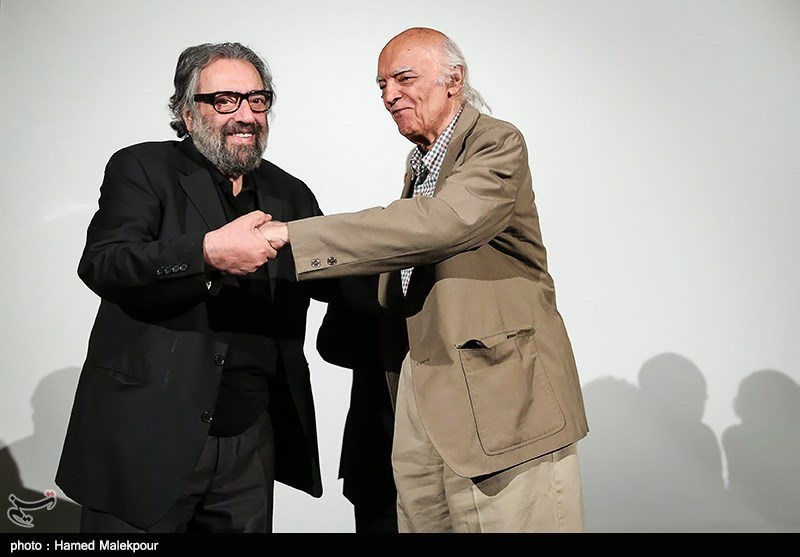
کیمیایی همراه با نجف دریابندری - دریابندری قیصر را ستوده بود.

قیصر با دوری از تحرکات فیلم‌فارسی و با ساختاری نوین نگاه جدیدی را وارد سینمای آن دوره ایران کرد. این فیلم با موسیقی اسفندیار منفردزاده، تیتراژ عبّاس کیارستمی، میکس روبیک منصوری و بازی ناصر ملک مطیعی، جمشید مشایخی، بهروز وثوقی، پوری بنایی، ایران دفتری، غلامرضا سرکوب، بهمن مفید، شهرزاد و جلال پیشواییان در دو سال متوالی روی پرده سینماها رفت و به اثری ماندگار تبدیل شد. قیصر دارای دیالوگ‌های پر از واژه به زبان کوچه بازاری تهران بود. نخستین فیلمی بود که برای آن موسیقی متن ساخته شد. تیتراژ پرداخته داشت و تولد قهرمانان مسعود کیمیایی بود. به قولِ مهدی فخیم‌زاده «کیمیایی قیصر را ساخت و قیصر هم کیمیایی را ساخت.» فیلم سینمایی قیصر در جشنواره‌های مختلفی مانند فوروم دزامایژ، سینما توپیا پاریس و موزه ماچیدا حضور داشت. کیمیایی در سال ساخت قیصر بیست و هشت سال سن داشت. ساخت قیصر دلیلی شد بر اینکه تا آخر همان سال، منتقدان سینما و فرهنگ سوژه‌ای داغ برای بحث، نقد و تحسین داشته باشند و ویژه‌نامه‌های متعددی به یمن اکران «قیصر» منتشر کنند و در شماره‌های متعدد عکس بازیگران فیلم را در صفحه اول خود قرار دهند و قیصر مورد توجه طیف وسیع از افراد متعدد جامعه از مردم عادی تا اندیشمندان قرار گرفت و قیصر را نماد، غیرت و هواخواهی، آغاز موج نو سینما، آغاز سینما مفهومی و پایان فیلم فارسی دانستند. علی شریعتی، ابراهیم گلستان، پرویز نوری، عباس کیارستمی، لیلی گلستان، داریوش مهرجویی، اصغر فرهادی و نجف دریابندری بارها از قیصر تمجید کرده‌اند.
در سال ۱۳۹۰ در نظرسنجی روزنامه بانی فیلم، قیصر از دید خوانندگان به عنوان تأثیرگذارترین فیلم سینمای ایران انتخاب شد.
داش آکل در سال ۱۳۵۰ چهارمین ساخته کیمیایی محسوب می‌شود. این فیلم بر اساس داستان داش آکل از کتاب سه قطره خون نوشته صادق هدایت ساخته‌شده است. اکثر منتقدان داش آکل را اقتباس قابل احترام و فیلم‌نامه و دیالوگ فیلم را قابل توجه دانستند. مشارکت قابل توجه کیمیایی و بهروز وثوقی فیلم را اثری با شخصیت پردازی درست، قهرمان داستان همراه می‌سازد. کیمیایی با هوشمندی توانست نوشته هدایت را به آن شکلی نمایشی و دراماتیک بدهد.
کیمیایی در ۱۳۵۲ خاک را بر اساس داستان «اوسنه بابا سبحان» نوشته محمود دولت‌آبادی را دستمایه کار خود قرار داد و بیشتر از آن که به متن اصلی وفادار باشد، سعی کرد نگاه سیاسی خود را در قالب داستانی ارباب و رعیتی به تصویر بکشد.
گوزنها فیلم بعدی کیمیایی در سال ۱۳۵۴ با بازی بهروز وثوقی و فرامرز قریبیان ساخته می‌شود، که به زعم بسیاری بهترین فیلم کیمیایی است و دو تیپ مختلف از قهرمان را در کنار هم قرار می‌دهد که در نهایت مکمل شخصیت هم می‌شوند. به باور بسیاری، این فیلم به‌همراه قیصر مهم‌ترین آثار کیمیایی پیش از انقلاب را شامل می‌شوند.
با وجود اینکه فیلم گوزنها در بسیاری از نظرسنجی‌های منتقدان داخلی به عنوان محبوب‌ترین فیلم تاریخ سینمای ایران معرفی شده است اما قهرمان آن یعنی سید نتوانست کاریزما و جذابیت قیصر را تداعی کند تا بهترین قهرمان فیلم‌های کیمیایی هنوز قیصر لقب گیرد. کیمیایی در قالب دو پرسوناژ سید و قدرت تمام دغدغه‌های اجتماعی و سیاسی خود را با زبانی جاندار، تکان دهنده و واقع گرایانه بیان کرد و همگان را به تحسین واداشت.
در رأی‌گیری از ۵۵ فیلم‌شناس ایرانی در سال ۱۳۸۱ گوزنها همراهِ فیلم باشو، غریبه‌ی کوچک اثر بهرام بیضایی بهترین فیلم تاریخ سینمای ایران شناخته شده است. در گوزنها شخصیت‌های داستان فیلم بسیار قوی ساخته می‌شوند. در همین سال پیچیده‌ترین مورد سانسور روی فیلم گوزنها اعمال می‌شود و پس از نمایش در سومین جشنواره فیلم تهران یک سال توقیف می‌ماند و بعد هم با عوض کردن کامل داستان و فیلم‌برداری مجدد به آن اجازه نمایش داده شد.
غزل فیلم بعدی او با بازی محمدعلی فردین که اقتباسی از کتابی از نویسندهٔ معتبر خورخه لوئیس بورخس است، متفاوت‌ترین و عجیب‌ترین فیلم کارنامه وی از دیدگاه برخی از منتقدان لقب گرفت. وی برای این اثر از سوی برخی‌ها مورد تمجید قرار گرفت و مدال نقره جشنواره بین‌المللی فیلم مانهایم-هایدلبرگ را از آن خود نمود. کیمیایی پس از آن سفر سنگ را در سال ۱۳۵۶ ساخت که به‌نوعی جنبه‌ای پیشگویانه دربارهٔ انقلاب ایران به خود می‌گیرد. او برای این فیلم جایزه بهترین کارگردانی را از جشنواره بین‌المللی فیلم قاهره دریافت کرد و در ادامه نیز پلاک طلایی سازمان بین‌المللی سینمای کاتولیک از همین جشنواره به کیمیایی اهدا شد. سفر سنگ روایتی روستایی با تم اتحاد داشت.

### کارگاهِ آزادِ فیلم
کیمیایی پس از انقلابِ ۱۳۵۷ کارگاهِ آزادِ فیلم را تأسیس کرد و سالِ ۱۳۶۱ فیلم خط قرمز را با بازی سعید راد کارگردانی کرد. این فیلم توقیف شد و به جز یک بار نمایش در جشنواره فیلم فجر دیگر هرگز نمایش داده نشد.
بیش‌تر اهالی سینما منسجم‌ترین ساختهٔ بعد از انقلاب کیمیایی را دندان مار ساخته سال ۱۳۶۸ می‌دانند که نامزد دریافت جایزه خرس طلایی جشنواره بین‌المللی فیلم برلین شد و جایزه ویژه هیئت داوران جشنواره بین‌المللی فیلم برلین را دریافت کرد. دندان مار همچنین نامزد هوگو طلایی جشنواره بین‌المللی فیلم شیکاگو نیز شد.
دندان مار را می‌توان سند تصویری درخشان و بی نظیری از تهران روزهای جنگ ایران و عراق دانست. پس از آن کیمیایی با استفاده از چهره‌های جوان، آثار خود را به‌عنوان تصویرگر زندگی جوانان دههٔ هفتاد معرفی کرد. با فیلم سلطان پسرش پولاد کیمیایی را به عنوان بازیگر به سینما معرفی کرد. کیمیایی فیلم‌نامهٔ تمامی آثارش را خودش نوشته و همچنین تدوین و طراحی صحنه و لباس تعدادی از فیلم‌هایش، مانند گروهبان، ردپای گرگ، مرسدس و فریاد، را نیز خود به عهده داشته است. کیمیایی در ۱۳۶۶ تهیه‌کنندگی شیرک اثر داریوش مهرجویی را عهده‌دار شد.
تیغ و ابریشم در سال ۱۳۶۴ و سرب در سال ۱۳۶۷ نیز با با سبک سیاسی و عقیده‌ای توسط کیمیایی ساخته شد که اثر قابل توجه است. در حالی که برخی از منتقدان سرسخت نیز سرب را بهترین فیلم ساخته شده کیمیایی بعد انقلاب می‌دانند. این فیلم از فیلم نامه هاگانا برگرفته شد و تمی کلاسیک داشت. فیلم سرب روایت گر تهران دهه ۳۰ خورشیدی است که در آن یک زوج یهودی عزم سرزمین موعود دارند. گروهبان در سال ۱۳۶۹ اثر بعدی وی کیمیایی بود. این فیلم مانند فیلم بعدی او در حال گرفتن حق شخصی بود. گروهبان در فهرست نامزد جایزه شیر طلایی جشنواره بین‌المللی فیلم ونیز نیز قرار گرفت اما به دور نهایی راه نیافت.
ردپای گرگ در سال ۱۳۷۰ دیگر ساخته کیمیایی در این دوره بود که دارای دیالوگ‌ها و سکانس‌های بحث‌برانگیز و قابل توجه بود. تجارت در سال ۱۳۷۳ نخستین فیلمی بود که کیمیایی در خارج از ایران ساخت و قهرمان همیشگی‌اش را رهسپار خیابان‌های آلمان کرد. اعتراض در سال ۱۳۷۸ با دست مایه‌های سیاسی ساخته شد که دارای دیالوگ‌های ماندگار بود. اعتراض زمانی ساخته شد که اتفاقات مهمی در تیر ۱۳۷۸ افتاده بود.
کیمیایی همچنین برای نخستین بار در سال ۱۳۸۲ در فیلم مستند هشتصد قدم در لاله‌زار ساخته امید شریف موسوی، مقابل دوربین قرار گرفت و راوی اصلی این فیلم دربارهٔ خیابان مشهور تهران قدیم یعنی لاله زار شد که همواره در اغلب فیلم‌های ساخته خودش و حتی رمانش نیز دلبستگی بسیار خود را به آن ابراز کرده است.
در سال ۱۳۸۳ حکم فیلمی با تم رفاقت و انتقام را ساخت. حکم مانند سرب یک اثر کلاسیک با شرایط روز جامعه بود. کیمیایی در سال ۱۳۸۵ رئیس را کارگردانی کرد که فیلم به مانند حکم نشانه از انتقام و عصیان گروهی داشت.
کیمیایی در سال ۱۳۸۷ با همکاری اصغر فرهادی، محاکمه در خیابان را ساخت. محاکمه در خیابان یک نوستالژی از آثار قبلی او و در همان حال رویکردی جدید به حساب می‌آید. جرم در سال ۱۳۸۹ یکی از فیلم‌های قابل توجه او بوده است. فیلمی که برای کیمیایی نخستین جایزه سینمایی از جشنواره فیلم فجر را به ارمغان آورد. او در مراسم افتتاحیه و اختتامیه با سخنانی کنایه‌آمیز از اینکه پس از ۳۰ سال به یاد او افتاده‌اند گلایه کرد و در مراسم اختتامیه در حالی که با پسرش برای دریافت جایزهٔ بهترین فیلم به روی صحنه رفته بود تأکید کرد که فیلم‌سازی مستقل است و به جایی وابسته نیست.
جرم قاب‌بندی‌های سینمایی موفقی دارد. متروپل کیمیایی در سال ۱۳۹۲ نیز با نظرات دو طیف وسیع جامعه همراه بود، فیلمی که نقطه مورد نظر کارگردان سینما است. کیمیایی در سال ۱۳۹۵ قاتل اهلی را با بازی پرویز پرستویی در نقش جلال سروش کلید زد. سروش در قامت کاراکتر مدیری پاکدست و مذهبی قصد افشاگری دارد و شمایل مرد عدالت طلب و آرمان خواه دوران درخشان کیمیایی را تداعی می‌کند. سروش یکی از سیاسی‌ترین و از معدود قهرمان‌ها و شخصیت‌های مذهبی سینمای کیمیایی در طول این پنج دهه به حساب می‌آید.

## ویژگی‌های سینمایی و سبک
تِم اغلب فیلم‌های کیمیایی با باورها و ارزش‌های انسانی در جایگاه یک فیلمساز جامعه‌گرا ساخته شده‌اند. تمی که خود او به آن پایبند است اما با گذشت زمان در نگاه برخی یا از بین رفته یا کمرنگ شده‌اند. کیمیایی از جوانمردی، غیرت و رفاقت تا سر حد مرگ قصه می‌گوید و قهرمانانش را با این صفات در بستر جامعهٔ امروزی با مشکلات سیاسی و اجتماعی درگیر می‌کند تا از ارزش‌های خود دفاع کنند. ارزش‌هایی که مردم عامه‌پسند دوستشان دارند. باور به آرمان‌خواهی انسانی و شخصی نیز ویژگی اثرهای وی به‌شمار می‌آیند. بخش مهمی از جذابیت فیلم‌های کیمیایی در آفرینش شخصیت قهرمان است.
قهرمانی که در دل اجتماع مبارزه می‌کند تا جهانِ خواستهٔ خود را بسازد. مفهوم کلمات و داستان و روایت هدف شخصی و تیمی در آثار کیمیایی جایگاه ویژه‌ای دارد. از دیگر شاخصه کیمیایی معرفی تعداد زیادی بازیگر به سینمای ایران است. به لحاظ ساختاری سینمای کیمیایی از سه عنصر عمده موسیقی، دیالوگ‌ها و ارتباط انسانی - عاطفی کاراکترهای آن بهره می‌گیرد. از برآیند این عناصر، سینمای کیمیایی در مرز میان رئالیسم اجتماعی و ذهنیت نوستالژیک در حرکت است و این ساختار زیربنایی ستون اصلی و استخوان بندی تمام آثار وی را می‌سازد. دیگر نکته قابل توجه آثار وی واقف بود خود او به نوشتار و گفتار و لحن بازیگران و داستان فیلم است.

### دیالوگ‌نویسی
بارزترین توانایی کیمیایی در فیلمنامه‌هایش دیالوگ‌ها و مونولوگ‌های خاص اوست. کیمیایی زبان عامیانه (کوچه و بازار) را به خوبی می‌شناسد و در ایجاد ضرباهنگ مناسب برای ادای آن‌ها مهارت زیادی دارد. به‌همراه علی حاتمی، کیمیایی را نیز باید خالق بخش عمده‌ای از مشهورترین دیالوگ‌های تاریخ سینمای ایران دانست. از آن جمله گفتار می‌توان از گفتار ملک مطیعی، مفید و وثوقی در فیلم قیصر و قریبیان و وثوقی در فیلم گوزنها نام برد. می‌توان گفت پیام قهرمانان فیلم‌های کیمیایی در چند دیالوگ مهم و منحصر به فرد در لابلای فیلم آشکار می‌شود. پیامی که آرمان‌های ناب ایرانی را به تصویر می‌کشد.

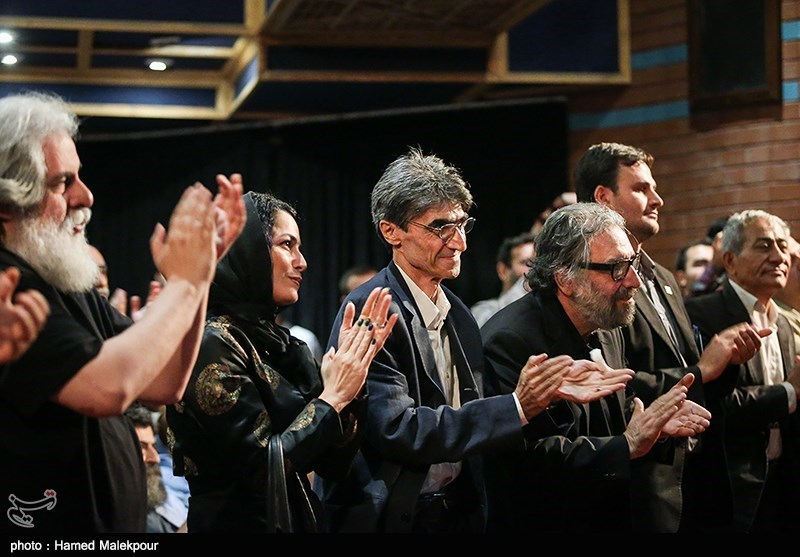
مسعود کیمیایی به همراه ناصر تقوایی و مرضیه وفامهر در خانه هنرمندان ایران.

## سانسور
رابطه مدیران دولتی با آثار وی هیچگاه مطلوب نبود. مسعود کیمیایی تنها دو جایزه از جشنواره فیلم فجر در کارنامه خود دارد. آن دو جایزه هر دو هم متعلق به سال ۱۳۸۹ و سالِ ساخت فیلم جرم بوده است. فیلم‌های وی مانند خط قرمز، تیغ و ابریشم و ردپای گرگ دچار ممیزی و سانسورهای زیادی شد؛ و در این بین فیلم اول ذکر شده هیچگاه به نمایش در نیامد. سرب، دندان مار و گروهبان از فیلم‌های محبوب منتقدان در سال‌های پایانی دهه شصت و در اکران جشنواره فجر بودند که بخش قابل توجهی از گردش مالی جشنواره در دهه شصت و ازدحام و صف‌ها و البته بازار سیاه بلیت‌های آن به خاطر فیلم‌های کیمیایی بود. اما هیچ‌کدام از این سه فیلم محبوب، داوران را مجاب نکرد تا او را در جوایز جشنواره شریک کنند.
سرب که در سال‌های گذشته در صدا و سیما نیز پخش شد با سانسور شدید مواجه شد.

## اخبار جانبی و نظرها
کیمیایی پیش از انقلاب به عنوان یک فیلمساز مردمی و گاهی سیاسی شناخته شد. او پس از انقلاب هم سعی در نشان دادن مشکلات سیاسی-اجتماعی ایران داشته است؛ ولی در تمام این سال‌ها، از جنجال موج نو در سینما با فیلم قیصر، سر و صدای فیلم گوزنها و آتش گرفتن سینما رکس آبادان گرفته تا توقیف فیلم خط قرمز، جنجال ازدواج با گوگوش و… همواره موضوع بحث بوده است، به ویژه پس از انقلاب که انتقاد از فیلم‌هایش فزونی یافته است. البته کیمیایی معتقد است منتقدان به جای فیلم‌هایش خود او را نقد می‌کنند و مشکل اصلی آن‌ها با زندگی شخصی اوست. کیمیایی همواره جزو روشنفکران دهه‌های چهل و پنجاه شمسی بوده است ولی سال‌ها به‌واسطه مصاحبه‌ای که سال ۱۳۵۴ با روزنامه کیهان کرده بود می‌گفتند که کیمیایی خودش گفته است که روشنفکر نیست. کیمیایی در این مصاحبه که در سایت پارس توریسم پس از سال‌ها منتشر شده می‌گوید:
«شغل من فیلمسازی نیست. بلکه من گاهی مشغول فیلم ساختن می‌شوم؛ زیرا سینما کوچک‌تر و بی حیاتر از آن‌ست که همهٔ زندگی من باشد.
اصولاً هنر کوچکتر از آنست که همهٔ زندگی آدم باشد.
این حرف را به حساب روشنفکربازی نگذارید، چون من روشنفکر نیستم.
فقط یک انسانم.
این را به قشنگ‌ترین چیزهای زندگیم و به خون بچه‌ام قسم می‌خورم که من روشنفکر نیستم!»
این مصاحبه برعکس نشان از رفتار روشنفکرانه کیمیایی داشت، چرا که در آن دوران رژیم وقت اعلام کرده بود که ما از روشنفکران حمایت می‌کنیم و کیمیایی زودتر از هرکس اعلام کرد که روشنفکر نیست.

### تهران
کیمیایی به شدت به زادگاه خود تهران علاقه‌مند و وابسته است. این وابستگی از آثار سینمایی وی، مقالاتش در جراید به ویژه در روزنامه همشهری، و مصاحبه‌هایش آشکار است. وی در پنجمین جشنواره فیلم شهر شب گفت: «خوشحالم که از شهرم، از تهران جایزه می‌گیرم».

### فروغ فرخزاد
مسعود کیمیایی در مصاحبه‌ای با روزنامه شرق مدعی شد که جنازه فروغ فرخزاد را پس از جاری شدن صیغه برای محرم شدن به او شسته است. همچنین گفت که با صادق هدایت رابطه داشته است. پوران فرخزاد، خواهر فروغ فرخزاد در پاسخ گفته است که آقای کیمیایی اصلاً در آن مراسم حضور نداشته است و جهانگیر هدایت نیز اشاره کرده است که در زمان خودکشی صادق هدایت آقای کیمیایی تنها ده سال سن داشته است. فرج سرکوهی نیز ادعای مسعود کیمیایی مبنی بر اینکه با امیرپرویز پویان بحث و گفتگو داشته است را رد کرده است. همین‌طور وی یکی از آثار تئاتر خود به نام شب روشن را هم مدعی است که از الهامات صادق هدایت ساخته است.
محمدعلی سپانلو در این باره گفته است این حرف آقای کیمیایی کذب است، آقای کیمیایی در آن زمان هیچ شهرتی نداشت که بخواهد با این جمع همراه باشد. او نخستین فیلمش را در سال ۱۳۴۷ ساخت، در حالی‌که فروغ در سال ۱۳۴۵ از دنیا رفت. حالا می‌گوید شخص دیگری هم بوده که شریک جرم پیدا کند؟ او در زمان مرگ فروغ جوانی بیش نبود و گذشته از این، مگر می‌شود با مرده محرم شد؟ مگر مادر فروغ می‌گذاشت چنین اتفاقی رخ بدهد؟ این حرف‌ها کذب است و من نمی‌دانم هدف کیمیایی از زدن این حرف‌ها چیست. کیمیایی در مصاحبه بعدی خود در واکنش به حرف نه تاریخ را تحریف کرده، نه به کسی بی‌حرمتی کرده و نه کسی را زیر سؤال برده است.
اسماعیل نوری‌علاء دوست فروغ فرخزاد حرف کیمیایی را تأیید کرد و در این باره گفت، مردی از غسال‌خانه بیرون آمد. گفت غسال زن نداریم. باید به مرحوم، محرم شوید. خطبه‌ای خوانده می‌شود. دو نفر از ما به فروغ محرم می‌شویم؛ می‌شویم برادران او؛ روی او آب می‌ریزیم.

### سعید امامی
شایعات زیادی دربارهٔ همکاری او با سعید امامی وجود داشت که او آن‌ها را تکذیب کرد و تلویحاً سینا مطلبی را عامل انتشار آن دانست. شایعه بر این اساس بوده که وی نام امامی را در تیتراژ فیلم ضیافت آورده است؛ در حالی که نه در تیتر اول و نه در تیتراژ پایانی نامی از سعید امامی وجود ندارد.

### نسل
وی در مورد دوران نسل خود گفت: دوران نسل ما، دوران پراضطرابی بود که این اضطراب به نسل ما لطمه زد. این اضطراب از مشروطه تا حال با ماست. اما فراز و فرود داشته است. هنرمندی که در جامعه‌ای مضطرب زندگی کند. قطعاً مضطرب است. او از آن اضطراب سهم گرفته است. نتیجتاً اثرش هم اثر مضطربی است.

### دغدغه و استقلال
تِم اغلب فیلم‌های کیمیایی به باورها و ارزش‌های انسانی توجه دارد و می‌توان او را فیلمسازی جامعه‌گرا دانست. تمی که او البته بی‌اندازه به آن پایبند مانده است و به نوعی با گذشت زمان در نگاه برخی‌ها یا از بین رفته یا کمرنگ شده اما کیمیایی این نظرها را جملات بوتیکی دانسته و رفاقت و خانواده را اصول قلمداد کرده است. وی یکی از سینماگرانی است که برای تماشاگران داخلی شناخته شده و محترم است زیرا فیلم‌های مردمی و واقع گرایش بیشتر دغدغه مردم داخل کشور را بیان می‌کنند تا اینکه زبانی جهانی داشته باشند.

### آرمان
کیمیایی دربارهٔ آرمان و تعهد در کار خود گفته است: من از تعهد و آرمانم جدا نخواهم شد. من با آرمان‌هایم زندگی می‌کنم، من با آرمان‌هایم فیلم می‌سازم و با آرمان‌هایم حرکت می‌کنم اما ارائه کم و زیاد آن دست من نیست.

### واکنش‌های سیاسی
در پی اعتراضاتِ ایرانیان در سال ۱۳۹۸ که با ساقط شدن پرواز شماره ۷۵۲ هواپیمایی بین‌المللی اوکراین همراه شد در آستانه سی و هشتمین جشنواره فیلم فجر، مسعود کیمیایی با انتشار ویدیویی اعلام کرد که از حضور در این دوره جشنواره فیلم فجر انصراف خواهد داد. کیمیایی عنوان کرده است که: «من امسال فیلمی ساختم به نام «خون شد» که در جشنواره فجر هست. من هیچ وقت اهل جشنواره نبودم و سمت و سویم همیشه مردم هستند و نگاه می‌کنم می‌بینیم که مردم روزگار سختی را می‌گذرانند و روزی نیست که خبرهای بد نشنویم. دلم نمی‌خواهد فیلمم در جشنواره فجر نشان داده بشود به دلیل تسلیتی که به این همه آدم دارم. مردمی که مسافر بودند».
مسعود کیمیایی در اواخر شهریور ۱۴۰۱ با انتشار ویدئویی گفت: «روزگار باروت داریم می‌گذرانیم، نکنید با مردم، نکنید با مردم، مردم به موقع پاشنه کفش‌شان را ور می‌کشند. مردم خودشان تصمیم می‌گیرند.» او با درود فرستادن به مردم معترض و شهامت آنها به همکاران سینمایی خود که به تعبیر او «وسط» هستند و دودوزه‌بازی می‌کنند و دروغ می‌گویند، گفت: «هستی بیا، نیستی، نیا. آن وسط باد بدبویی می‌وزد. من غمگینم از آدم‌هایی که از هر چیزی می‌خواهند استفاده کنند. این دختر آمد در تهران، تک و تنها، کشتنش. این صورت مسئله نیست. این خود موضوع اصلی است. این باعث می‌شود پاشنه کفش‌ات را ور بکشی.»

## جایزه‌ها

### داخلی
- برنده جایزه بهترین کارگردانی در دومین جشنواره سینمایی سپاس تهران برای فیلم قیصر ۱۳۴۸
- برنده جایزه بهترین فیلم در دومین جشنواره سینمایی سپاس تهران برای فیلم قیصر ۱۳۴۸
- برنده جایزه بهترین فیلم به مفهوم مطلق و بهترین کارگردانی جشنواره سینمایی سپاس برای فیلم داش آکل ۱۳۵۰
- نامزد جایزه بهترین آنونس بخش مسابقه مواد تبلیغاتی فیلم‌ها از هشتمین جشنواره فیلم فجر برای فیلم سرب ۱۳۶۸
- برنده جایزه بهترین فیلم از انجمن منتقدان و نویسندگان سینمایی ایران برای فیلم دندان مار ۱۳۶۸
- کاندیدای تندیس زرین بهترین طراحی صحنه و لباس از نخستین دوره جشن خانه سینما برای فیلم سلطان ۱۳۷۵
- کاندیدای تندیس زرین بهترین فیلم از نخستین دوره جشن خانه سینما برای فیلم سلطان ۱۳۷۵
- کاندیدای سیمرغ بلورین بهترین کارگردانی برای فیلم اعتراض ۱۳۷۸
- کاندیدای سیمرغ بلورین بهترین فیلم برای فیلم اعتراض ۱۳۷۸
- کاندیدای تندیس زرین بهترین فیلم از سومین دوره جشن خانه سینما برای فیلم فریاد ۱۳۷۸
- کاندیدای تندیس زرین بهترین فیلم از سومین دوره جشن خانه سینما برای فیلم سربازهای جمعه ۱۳۸۳
- برنده جایزه ویژه هیئت داوران برای فیلم جرم از بیست و نهمین جشنواره فیلم فجر ۱۳۸۹
- برنده جایزه سیمرغ بلورین بهترین فیلم از بیست و نهمین جشنواره فیلم فجر برای فیلم جرم ۱۳۸۹
- کاندیدای سیمرغ بلورین بهترین فیلم‌نامه از بیست و نهمین جشنواره فیلم فجر برای فیلم جرم ۱۳۸۹
- کاندیدای سیمرغ بلورین بهترین کارگردانی از بیست و نهمین جشنواره فیلم فجر برای فیلم جرم ۱۳۸۹
- تندیس حافظ بهترین فیلم جشن دنیای تصویر برای فیلم محاکمه در خیابان ۱۳۹۱

### بین‌المللی
- برنده جایزه بهترین فیلم‌نامه انجمن بین‌المللی فیلم تاشکند برای فیلم داش آکل ۱۹۷۱
- برنده مدال نقره جشنواره بین‌المللی فیلم مانهایم-هایدلبرگ برای فیلم غزل ۱۹۷۶
- برنده جایزه بهترین کارگردانی جشنواره بین‌المللی فیلم قاهره برای فیلم سفر سنگ ۱۹۷۹
- برنده جایزه پلاک طلایی سازمان بین‌المللی سینمای کاتولیک جشنواره بین‌المللی فیلم قاهره برای فیلم سفر سنگ ۱۹۷۹
- برنده مدال طلای شهر جیفونی برای بهترین فیلم (مسعود کیمیایی و داریوش مهرجویی) از بیستمین دوره جشنواره فیلم جیفونی ۱۹۹۰
- نامزد جایزه خرس طلایی جشنواره بین‌المللی فیلم برلین برای فیلم دندان مار ۱۹۹۱
- نامزد جایزه شیر طلایی جشنواره بین‌المللی فیلم ونیز برای فیلم گروهبان ۱۹۹۲
- برنده جایزه ذکر ویژه جشنواره بین‌المللی فیلم برلین برای فیلم دندان مار ۱۹۹۱
- نامزد هوگو طلایی جشنواره بین‌المللی فیلم شیکاگو برای فیلم دندان مار ۱۹۹۲
- برنده جایزه ویژه هیئت داوران جشنواره بین‌المللی فیلم مونترآل برای فیلم دندان مار ۱۹۹۲

## دربارهٔ وی

### مستندها
- قهرمان آخر / ساخته جواد طوسی
- آقای کیمیایی / ساخته امیر قادری
- حکم رئیس / ساخته عادل تبریزی
- قیصر: چهل سال بعد / ساخته مسعود نجفی
- آکادمی کیمیایی / ساخته صالح دلدم
- وقت رو به انتهاست / ساخته بهنام یوسف پور
- جفت شش / ساخته روبرت صافاریان و احمد میراحسان[۳۳]
- سوار خسته می‌تازد / ساخته المیرا مقدم[۳۴]

### نمایش آثار
- گالری گلستان: نمایشگاه عکس‌های عزیز ساعتی با عنوان با کیمیایی در تهران در اوایل اردیبهشت ۱۳۹۲ در گالری گلستان برگزار شد. در این نمایشگاه حدوداً با سی عکس، گوشه‌ای از دنیای سینمایی کیمیایی به نمایش گذاشته شده بود.
- موزه هنرهای معاصر: هفته فیلم مسعود کیمیایی با عنوان پنج دهه با مسعود کیمیایی به مدت یک هفته در مرداد ۱۳۹۲ در سینما تک موزه هنرهای معاصر تهران برگزار شد.
- هتل لاله تهران: در ۹ بهمن ۱۳۹۲ در مراسم تجلیل از سینماداران، از مجموعه آثار رسول ملاقلی‌پور، مسعود کیمیایی و کیومرث پوراحمد رونمایی شد.

### بزرگداشت
- مراسم شب سینمای مسعود کیمیایی در تورنتو، کانادا
- مراسم یک عمر فعالیت سینمایی در بیست و نهمین دوره جشنواره بین‌المللی فیلم فجر
- مراسم بزرگداشت توسط کانون زبان پارسی (مجله بخارا)
- مراسم بزرگداشت سینما تک موزه هنرهای معاصر تهران، سینما کاپری، سینما آزادی
- مراسم بزرگداشت جشنواره بین‌المللی فیلم شهر
- مراسم بزرگداشت دانشگاه خوارزمی و دانشگاه نیما
- مراسم تجلیل نیم قرن فعالیت سینمایی مسعود کیمیایی در موزه سینمای ایران